# K-pop
K-pop (tiếng Hàn: 케이팝; Romaja: keipap), viết tắt của cụm từ tiếng Anh Korean popular music tức nhạc pop tiếng Hàn hay nhạc pop Hàn Quốc, là một thể loại âm nhạc bắt nguồn từ Hàn Quốc như một phần của văn hóa Hàn Quốc. Nó bị ảnh hưởng bởi các phong cách cũng như thể loại từ khắp nơi trên thế giới, chẳng hạn như pop, experimental, rock, jazz, phúc âm, hip hop, R&B, reggae, EDM, dân gian, đồng quê và cổ điển dựa trên nguồn gốc âm nhạc truyền thống Hàn Quốc. Hình thức hiện đại hơn của thể loại này xuất hiện với sự hình thành của một trong những nhóm nhạc K-pop đời đầu, nhóm nhạc nam Seo Taiji and Boys, vào năm 1992. Việc họ thử nghiệm các phong cách và thể loại âm nhạc khác nhau và tích hợp các yếu tố âm nhạc nước ngoài đã giúp định hình lại và hiện đại hóa nền âm nhạc đương đại của Hàn Quốc.
Văn hóa "thần tượng" K-pop hiện đại bắt đầu từ những năm 1990, khi K-pop phát triển thành một nền văn hóa phụ thu hút rất nhiều cộng đồng người hâm mộ của thanh thiếu niên và thanh niên. Sau một thời gian sa sút trong giai đoạn đầu của K-pop, từ năm 2003, TVXQ và BoA đã bắt đầu một thế hệ thần tượng K-pop mới, phá vỡ thể loại âm nhạc này vào thị trường láng giềng Nhật Bản và tiếp tục phổ biến K-pop ra quốc tế ngày nay. Với sự ra đời của các dịch vụ mạng xã hội trực tuyến và các chương trình truyền hình Hàn Quốc, sự lan rộng hiện nay của K-pop và giải trí Hàn Quốc, được gọi là Làn sóng Hàn Quốc, không chỉ được nhìn thấy ở Đông Á và Đông Nam Á, mà còn ở Pakistan, Bangladesh, Ấn Độ, Mỹ Latinh, Bắc Phi, Nam Phi và Đông Phi, Trung Đông và khắp thế giới phương Tây, thu hút được khán giả quốc tế.
Thuật ngữ "K-pop" trở nên phổ biến vào những năm 2000. Trước đây, nhạc pop của Hàn Quốc được gọi là gayo (가요), còn ở Việt Nam quen gọi là nhạc Hàn. Trong khi "K-pop" là một thuật ngữ chung cho âm nhạc phổ biến ở Hàn Quốc, nó thường được sử dụng với nghĩa hẹp hơn cho thể loại được mô tả ở đây. Trong năm 2018, K-pop đã có sự tăng trưởng đáng kể và trở thành một "người chơi quyền lực", đánh dấu mức tăng trưởng doanh thu 17,9%. Tính đến năm 2019, K-pop được xếp ở vị trí số 6 trong số 10 thị trường âm nhạc hàng đầu trên toàn thế giới theo "Global Music Report 2019" của Liên đoàn Công nghiệp Ghi âm Quốc tế, với BTS và Blackpink được coi là nghệ sĩ dẫn đầu thị trường. Vào năm 2020, K-pop đã trải qua một năm kỷ lục khi tăng trưởng 44,8% và khẳng định vị thế là thị trường lớn phát triển nhanh nhất trong năm.

## Đặc điểm

### Nội dung nghe nhìn
Mặc dù K-pop thường dùng để chỉ nhạc pop của Hàn Quốc, nhưng một số người coi đây là một thể loại tổng hợp thể hiện nhiều yếu tố âm nhạc và hình ảnh. Viện Nghe nhìn Quốc gia Pháp (Institut national de l'audiovisuel) định nghĩa K-pop là "sự kết hợp của âm nhạc tổng hợp, các điệu nhảy sắc nét và những bộ trang phục thời trang, đầy màu sắc". Các bài hát thường bao gồm một hoặc hỗn hợp thể loại pop, rock, hip hop, R&B và nhạc điện tử.

### Đào tạo nghệ sĩ có hệ thống
Các công ty quản lý Hàn Quốc đưa ra những hợp đồng ràng buộc với các nghệ sĩ tiềm năng, đôi khi ở độ tuổi còn trẻ. Các thực tập sinh sống cùng nhau trong một môi trường quy định và dành nhiều giờ mỗi ngày để học hát, nhảy, nói ngoại ngữ và các kỹ năng khác để chuẩn bị cho sự ra mắt của họ. Hệ thống đào tạo kiểu "robot" này thường bị các hãng truyền thông phương Tây chỉ trích. Vào năm 2012, The Wall Street Journal báo cáo rằng chi phí đào tạo một thần tượng Hàn Quốc bởi SM Entertainment được ước tính trung bình khoảng 3 triệu USD.

### Thể loại kết hợp và giá trị xuyên quốc gia

Lượt tìm kiếm K-pop trong giai đoạn 2008–2012 theo Google Trends.

K-pop là một sản phẩm văn hóa có "giá trị, bản sắc và ý nghĩa vượt ra ngoài giá trị thương mại nghiêm ngặt của chúng." Nó được đặc trưng bởi sự pha trộn giữa âm thanh hiện đại của phương Tây và ảnh hưởng của người Mỹ gốc Phi (bao gồm âm thanh từ hip-hop, R&B, jazz, black pop, soul, funk, techno, disco, house và afrobeats) với khía cạnh biểu diễn của Hàn Quốc (bao gồm các bước nhảy đồng bộ, thay đổi đội hình và cái gọi là "điểm nhấn vũ đạo" bao gồm các chuyển động chính nối tiếp và lặp đi lặp lại). Người ta nhận xét rằng có một "tầm nhìn hiện đại hóa" vốn có trong văn hóa đại chúng Hàn Quốc. Đối với một số người, các giá trị xuyên quốc gia của K-pop là nguyên nhân dẫn đến thành công của nó. Một nhà bình luận tại Đại học California, San Diego đã nói rằng "văn hóa đại chúng Hàn Quốc đương đại được xây dựng dựa trên... dòng chảy xuyên quốc gia... diễn ra xuyên suốt, xa hơn và bên ngoài ranh giới quốc gia và thể chế." Một số ví dụ về các giá trị xuyên quốc gia vốn có trong K-pop có thể thu hút những người từ các nguồn gốc dân tộc, quốc gia và tôn giáo khác nhau bao gồm sự cống hiến cho chất lượng đầu ra và trình bày thần tượng, cũng như đạo đức làm việc và thái độ xã hội lịch sự của họ, có được nhờ thời gian đào tạo.

### Tiếp thị
Nhiều công ty đã giới thiệu các nhóm nhạc thần tượng mới với khán giả thông qua một "debut showcase", bao gồm tiếp thị trực tuyến và quảng bá trên truyền hình thay vì phát thanh. Các nhóm được đặt tên và "concept", cùng với một câu chuyện tiếp thị. Những khái niệm này là loại chủ đề hình ảnh và âm nhạc mà các nhóm nhạc thần tượng sử dụng khi ra mắt hoặc trở lại. Các khái niệm có thể thay đổi giữa các lần ra mắt và người hâm mộ thường phân biệt giữa khái niệm nhóm nhạc nam và nhóm nhạc nữ. Các khái niệm cũng có thể được chia thành khái niệm chung và khái niệm chủ đề, chẳng hạn như dễ thương hoặc tưởng tượng. Các nhóm nhạc thần tượng mới thường sẽ ra mắt với concept nổi tiếng trên thị trường để đảm bảo một màn ra mắt thành công. Đôi khi các đơn vị nhỏ hoặc nhóm nhỏ được hình thành giữa các thành viên hiện có. Hai nhóm nhỏ ví dụ là Super Junior-K.R.Y., bao gồm các thành viên Kyuhyun, Ryeowook và Yesung của Super Junior, và Super Junior-M, sau này trở thành một trong những nhóm nhỏ K-pop bán chạy nhất ở Trung Quốc.
Tiếp thị trực tuyến bao gồm các video âm nhạc được đăng lên YouTube để tiếp cận khán giả trên toàn thế giới. Trước video thực tế, nhóm đã phát hành ảnh teaser và trailer. Các chu kỳ khuyến mại của các đĩa đơn tiếp theo được gọi là comeback ngay cả khi nhạc sĩ hoặc nhóm được đề cập không bị gián đoạn.

### Vũ đạo
Vũ đạo là một phần không thể thiếu của K-pop. Khi kết hợp nhiều ca sĩ, các ca sĩ thường chuyển đổi vị trí của họ trong khi hát và nhảy bằng cách thực hiện các chuyển động nhanh chóng đồng bộ, một chiến lược được gọi là "thay đổi đội hình" (tiếng Hàn Quốc: 자리바꿈, đã Latinh hoá: Jaribaggum). Vũ đạo K-pop (tiếng Hàn Quốc: 안무, đã Latinh hoá: Anmu) thường bao gồm cái gọi là "điểm nhấn vũ đạo" (tiếng Hàn Quốc: 포인트 안무), đề cập đến một điệu nhảy được tạo thành từ các chuyển động nối tiếp và lặp đi lặp lại trong vũ đạo phù hợp với đặc điểm của lời bài hát. "Sorry Sorry" của Super Junior và "Abracadabra" của Brown Eyed Girls là những ví dụ về những bài hát có "điểm nhấn" vũ đạo đáng chú ý. Để dàn dựng một điệu nhảy cho một bài hát, biên đạo phải tính đến nhịp độ. Theo Ellen Kim, một vũ công kiêm biên đạo múa ở Los Angeles, khả năng thực hiện các bước nhảy tương tự của một người hâm mộ cũng phải được xem xét. Do đó, các biên đạo múa K-pop phải đơn giản hóa các động tác.

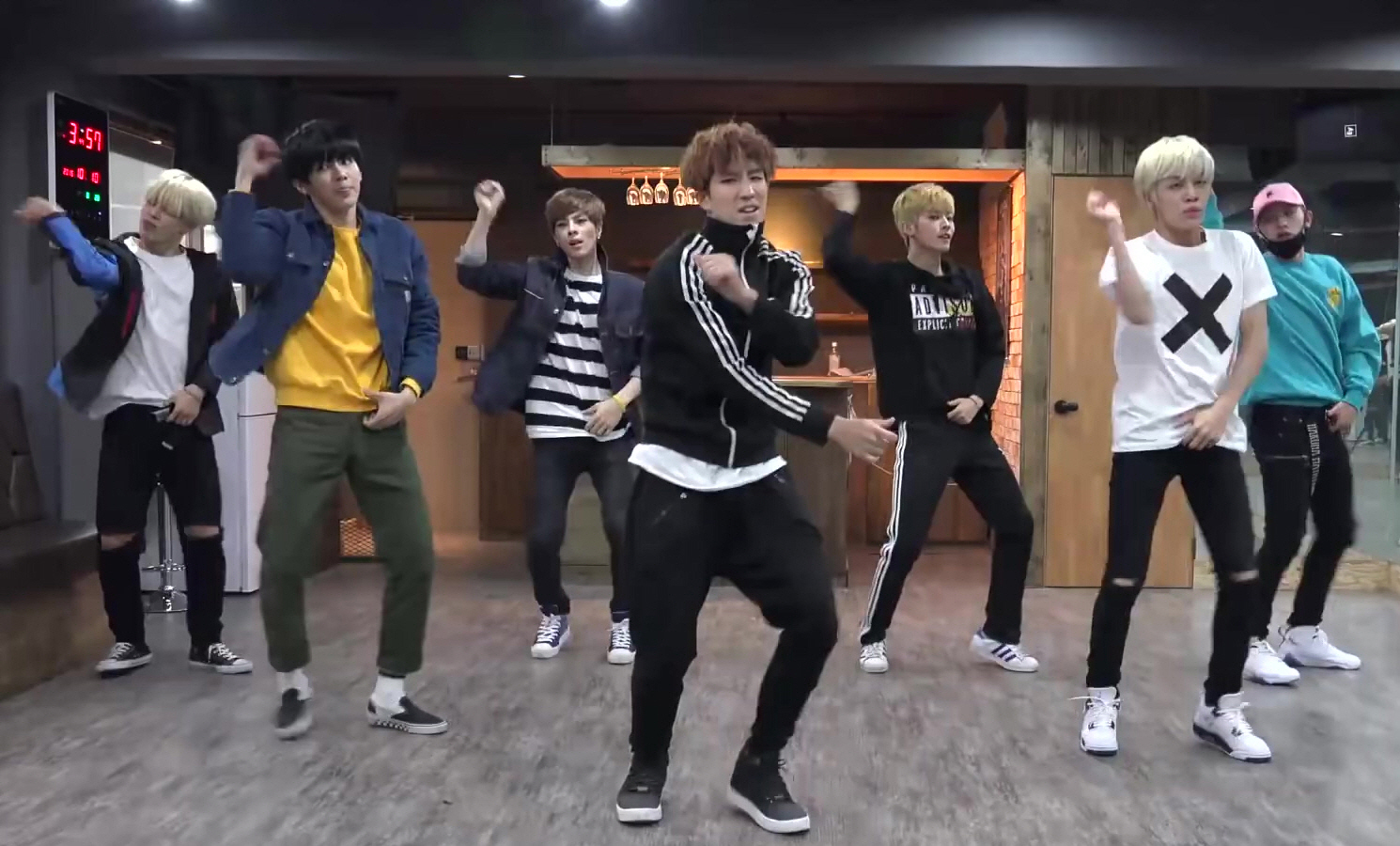
24K biểu diễn vũ đạo trong phòng tập.

Việc đào tạo và chuẩn bị cần thiết để các thần tượng K-pop thành công trong ngành và vũ đạo thành công là rất khó khăn. Các trung tâm đào tạo như Def Dance Skool ở Seoul phát triển kỹ năng nhảy của thanh thiếu niên để giúp họ trở thành thần tượng. Huấn luyện thể chất là một trong những trọng tâm lớn nhất tại trường, vì phần lớn thời gian biểu của học sinh dựa trên khiêu vũ và tập thể dục. Các công ty giải trí có tính chọn lọc cao, vì vậy rất ít người nổi tiếng. Học sinh tại trường phải dành cả cuộc đời của mình cho việc thuần thục vũ đạo để chuẩn bị cho những hoạt động sôi nổi do các nhóm nhạc K-pop biểu diễn. Điều này, tất nhiên, có nghĩa là khóa đào tạo phải tiếp tục nếu họ được ký kết. Các công ty có các trung tâm đào tạo lớn hơn nhiều cho những người được chọn.
Một cuộc phỏng vấn với biên đạo múa K-pop Rino Nakasone cho thấy cái nhìn sâu sắc về quá trình tạo ra các thói quen. Theo Nakasone, trọng tâm của cô ấy là tạo ra các bài nhảy phù hợp với các vũ công nhưng cũng bổ sung cho âm nhạc. Ý tưởng của cô được gửi đến công ty giải trí dưới dạng bản ghi video do các vũ công chuyên nghiệp thực hiện. Nakasone đề cập rằng công ty và bản thân các nghệ sĩ K-pop đã đóng góp ý kiến về vũ đạo của bài hát. Biên đạo múa May J. Lee đưa ra một góc nhìn khác, nói rằng vũ đạo của cô ấy thường bắt đầu bằng việc thể hiện cảm xúc hoặc ý nghĩa của lời bài hát. Điều gì bắt đầu khi những chuyển động nhỏ biến thành một điệu nhảy hoàn chỉnh để có thể lột tả tốt hơn thông điệp của bài hát.

### Thời trang
Sự xuất hiện của Seo Taiji and Boys vào năm 1992 đã mở đường cho sự phát triển của các nhóm nhạc K-pop đương đại. Nhóm đã cách mạng hóa nền âm nhạc Hàn Quốc bằng cách kết hợp các quy ước nhạc rap và hip hop của Mỹ vào âm nhạc của họ. Việc áp dụng phong cách phương Tây này đã mở rộng sang thời trang của nhóm nhạc nam: các thành viên áp dụng gu thẩm mỹ hip hop. Seo Taiji và trang phục của các thành viên trong ban nhạc cho chu kỳ quảng bá của "Nan Arayo" (난 알아요, I Know) bao gồm thời trang dạo phố sôi động như áo phông và áo nỉ quá khổ, áo gió, quần yếm mặc một dây, quần yếm xắn lên một ống quần và áo thi đấu của đội thể thao Mỹ. Phụ kiện bao gồm mũ bóng chày đeo ngược, mũ xô và do-rags.
Như K-pop "được sinh ra từ các xu hướng hậu Seo Taiji", nhiều nghệ sĩ theo sau Seo Taiji and Boys đã áp dụng cùng một phong cách thời trang. Deux và DJ DOC cũng có thể được nhìn thấy mặc quần áo thời trang hip hop theo xu hướng như quần baggy đáy xệ, đồ thể thao và quấn khăn trong các buổi biểu diễn của họ. Với việc âm nhạc đại chúng của Hàn Quốc trở thành phương tiện truyền thông chiếm ưu thế trong giới trẻ, các nhóm nhạc thần tượng tuổi teen được sản xuất bắt đầu ra mắt vào giữa và cuối thập niên 1990, mặc trang phục phối hợp, điều đó phản ánh xu hướng thời trang thịnh hành của giới trẻ vào thời điểm đó. Thời trang hip hop, được coi là phong cách phổ biến nhất vào cuối thập niên 90, còn lại, với các nhóm nhạc thần tượng H.O.T. và Sechs Kies mặc phong cách cho các bài hát đầu tay của họ. Việc sử dụng phụ kiện nâng tầm phong cách của thần tượng từ thời trang hàng ngày đến trang phục biểu diễn, như kính trượt tuyết (đeo quanh đầu hoặc cổ), tai nghe đeo quanh cổ và găng tay quá khổ đeo để làm nổi bật các động tác vũ đạo đã được sử dụng rộng rãi. Bản hit "Candy" năm 1996 của H.O.T. thể hiện mức độ phối hợp có tính đến trang phục của thần tượng, vì mỗi thành viên đều mặc một màu được chỉ định và trang bị phụ kiện bằng sơn mặt, găng tay quá khổ mờ, kính che mặt, mũ xô, bịt tai và thú nhồi bông đã qua sử dụng, ba lô và túi xách làm đạo cụ.

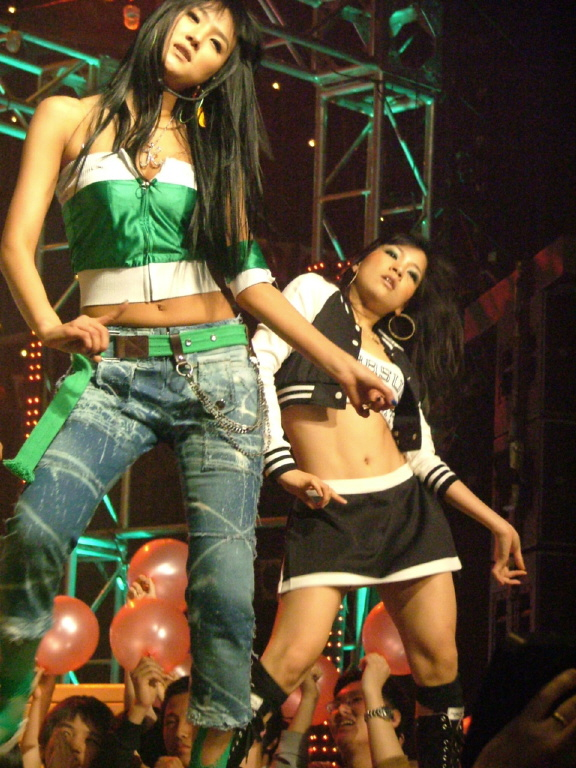
Các thành viên của Baby Vox biểu diễn vào năm 2004.

Trong khi trang phục của các nhóm nhạc thần tượng nam được thiết kế với cách phối màu, chất liệu vải và phong cách tương tự nhau thì trang phục của mỗi thành viên vẫn giữ được cá tính riêng. Mặt khác, các nhóm nhạc nữ của thập niên 90 mặc trang phục đồng nhất, thường được tạo kiểu giống hệt nhau. Trang phục của các nữ thần tượng trong thời gian đầu quảng bá thường tập trung vào việc khắc họa hình ảnh ngây thơ, trẻ trung. Lần ra mắt đầu tiên của S.E.S. vào năm 1997, "I'm Your Girl", và album thứ hai của Baby Vox năm 1998, "Ya Ya Ya", có các cô gái mặc trang phục màu trắng, "To My Boyfriend" của Fin.KL thể hiện thần tượng trong trang phục màu hồng trang phục nữ sinh, và "One" và "End" của Chakra trình bày trang phục theo phong cách Ấn Độ giáo và châu Phi. Để khắc họa hình ảnh tự nhiên và có phần ma mị, các phụ kiện chỉ giới hạn ở những chiếc nơ lớn, đồ trang trí trên tóc và dây buộc tóc. Với sự trưởng thành của các nhóm nhạc nữ và sự loại bỏ của bubblegum pop vào cuối thập niên 1990, các nhóm nhạc nữ tập trung vào việc chạy theo xu hướng thời trang bấy giờ, trong đó có nhiều bộ trang phục hở hang. Các hoạt động quảng bá mới nhất của các nhóm nhạc nữ Baby Vox and Jewelry thể hiện các xu hướng đang hot này của quần dài, váy ngắn siêu nhỏ, áo crop top, áo cánh nông dân, hàng may mặc trong suốt và áo cánh ở phần trên của thân áo.
Khi K-pop trở thành sự kết hợp hiện đại giữa văn hóa phương Tây và châu Á bắt đầu từ cuối thập niên2000, xu hướng thời trang trong K-pop cũng phản ánh sự đa dạng và khác biệt. Các xu hướng thời trang từ cuối thập niên 2000 đến đầu thập niên 2010 phần lớn có thể được phân loại theo các mục sau:
- Đường phố: tập trung vào tính cá nhân; có màu sắc tươi sáng, kiểu dáng kết hợp và kết hợp, hình in đồ họa và các nhãn hiệu thể thao như Adidas và Reebok.
- Retro: nhằm mục đích gợi lại "hoài niệm" từ những năm 1960-1980; có họa tiết dấu chấm và hoa văn chi tiết. Các mặt hàng quần áo phổ biến bao gồm áo khoác denim, quần ống rộng, quần ống rộng, băng đô, khăn quàng cổ và kính râm.
- Gợi cảm: làm nổi bật sự nữ tính và nam tính; có trang phục hở hang làm bằng sa tanh, ren, lông thú và da. Các mặt hàng quần áo phổ biến bao gồm váy mini, áo nịt ngực, tất lưới, giày cao gót, áo vest cộc tay và áo sơ mi xuyên thấu.
- Đen & Trắng: nhấn mạnh sự hiện đại và sang trọng, tượng trưng cho sự sang trọng và lôi cuốn, chủ yếu được áp dụng cho trang phục trang trọng.
- Tương lai: thường mặc với các thể loại nhạc điện tử và hip hop; có các mặt hàng màu nổi bật, các chi tiết kim loại và bản in; thúc đẩy một triển vọng tương lai.

K-pop có ảnh hưởng đáng kể đến thời trang ở châu Á, nơi bắt đầu xu hướng của các thần tượng và được khán giả trẻ theo đuổi. Một số thần tượng đã trở thành biểu tượng thời trang, chẳng hạn như G-Dragon, và CL, người từng nhiều lần làm việc với nhà thiết kế thời trang Jeremy Scott, được gọi là "nàng thơ" của anh.
Theo giáo sư Ingyu Oh, "K-pop nhấn mạnh vẻ ngoài gầy, cao và nữ tính với biểu cảm khuôn mặt tuổi vị thành niên hoặc đôi khi rất dễ thương, bất kể họ là ca sĩ nam hay nữ."

## Lịch sử

### Thập niên 1980: Kỷ nguyên nhạc ballad
Thập niên 1980 chứng kiến sự nổi lên của các ca sĩ ballad sau khi album You're Too Far Away to Get Close to (가까이 하기엔 너무 먼 당신, Gakkai Hagien Neomu Meon Dangsin) năm 1985 của Lee Gwang-jo, đã bán được hơn 300,000 bản. Các ca sĩ ballad nổi tiếng khác bao gồm Lee Moon-se (이문세) và Byun Jin-sub (변진섭), có biệt danh là "Hoàng tử của những bản ballad". Một trong những nhà soạn nhạc ballad được tìm kiếm nhiều nhất trong thời đại là Lee Young-hoon (이영훈), những bài hát của họ đã được biên soạn thành một vở nhạc kịch hiện đại vào năm 2011 với tên Gwanghwamun Yeonga (광화문 연가, Gwanghwamun's Song).
Asia Music Forum được ra mắt vào năm 1980, với đại diện của năm quốc gia châu Á khác nhau tranh tài trong sự kiện này. Ca sĩ Hàn Quốc Cho Yong-pil đã giành được vị trí đầu tiên và tiếp tục có một sự nghiệp thành công, biểu diễn ở Hồng Kông và Nhật Bản. Album đầu tiên Chang bakkui yeoja (창 밖의 여자, Woman outside the window) của ông đã thành công và giúp ông trở thành ca sĩ Hàn Quốc đầu tiên biểu diễn trên sân khấu tại Carnegie Hall ở New York. Các sản phẩm âm nhạc của Cho Yong-pil bao gồm rock, dance, trot và folk-pop. Mặc dù có trải nghiệm sớm với nhạc rock với tư cách là một tay guitar điện tử trong một ban nhạc rock, sự nổi tiếng ban đầu của Cho Yong-pil đến từ những bài hát nhạc trot của ông được yêu thích ở cả Hàn Quốc và Nhật Bản. Ví dụ, vào năm 1976, bài hát nhạc trot của ông, "Please Return to Pusan Port" là một bản hit lớn. Bất chấp thất bại tạm thời do dính líu đến một vụ cần sa vào năm 1977, ông đã cố gắng trở lại với bài hát "The Woman Outside the Window" và đạt doanh thu kỷ lục 1 triệu bản vào năm 1980. Vào năm 1988, ông đã biểu diễn "Seoul Seoul Seoul" bằng ba thứ tiếng (tiếng Hàn, tiếng Anh và tiếng Nhật) để chào mừng Thế vận hội Mùa hè 1988.

### Thập niên 1990: Sự phát triển của nhạc K-pop hiện đại

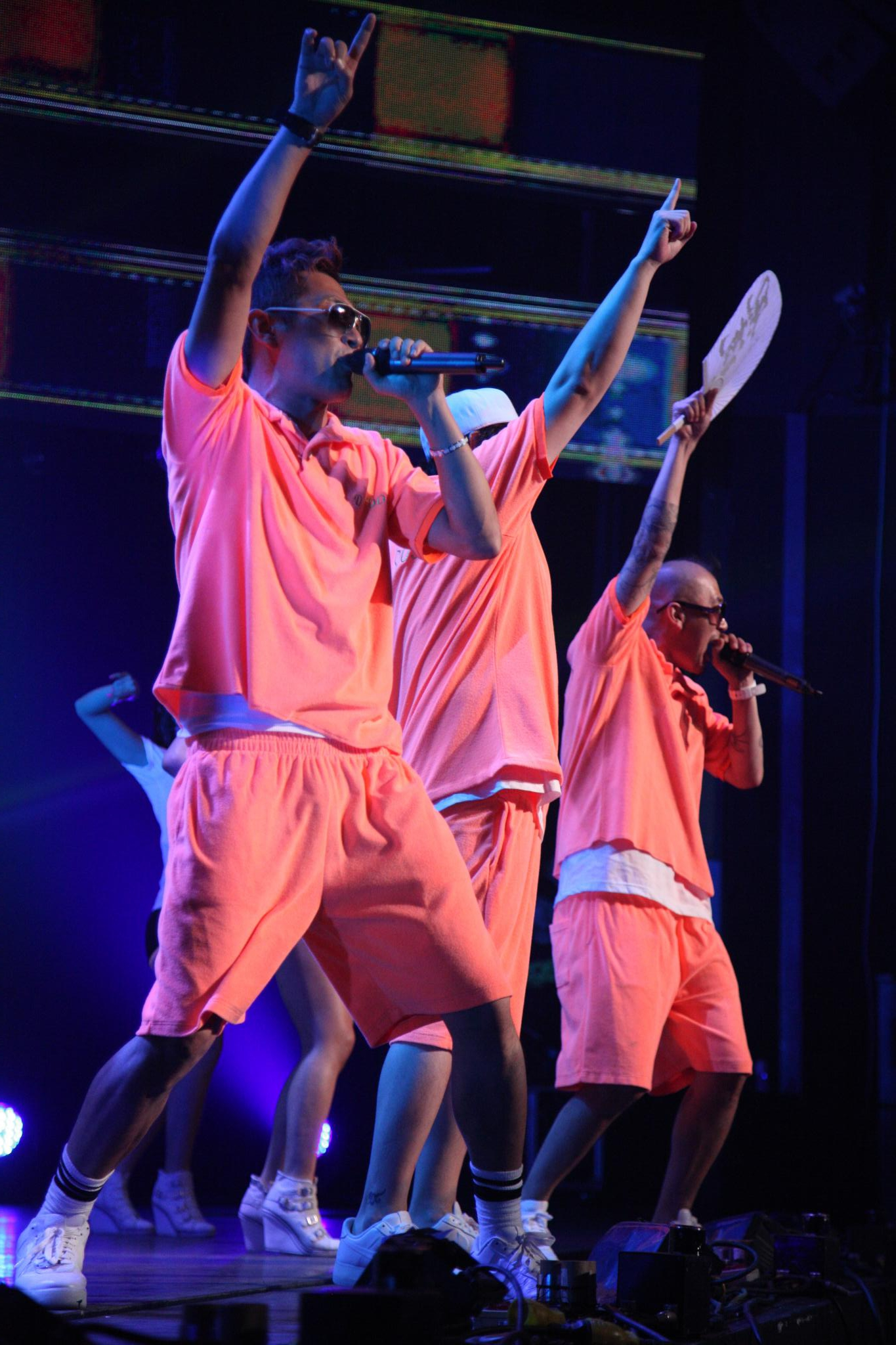
DJ DOC, một trong những bộ ba hip hop nổi tiếng của thập niên1990.

Trong thập niên 1990, các nghệ sĩ nhạc pop Hàn Quốc đã kết hợp một phần nhạc pop châu Âu và phần lớn các dòng nhạc đại chúng Hoa Kỳ như hip hop, rock, jazz và nhạc dance điện tử vào trong tác phẩm của mình. Vào năm 1992, sự nổi lên của nhóm nhạc Seo Taijiwa aideul đã đánh dấu một thời khắc mang tính cách mạng trong lịch sử K-pop. Bộ ba đã ra mắt trên chương trình tài năng của MBC với bài hát "Nan Arayo" (난 알아요, I Know) và bị ban giám khảo đánh giá thấp nhất; tuy nhiên, bài hát và album cùng tên trở nên thành công đến mức mở đường cho các bài hát khác ở cùng dạng thức. Thành công của bài hát được cho là nhờ vào nhịp điệu lấy cảm hứng từ dòng nhạc new jack swing và phần điệp khúc dễ nhớ, dễ thuộc cũng như phần lời mới mẻ động chạm đến những vấn đề nhức nhối trong xã hội Hàn Quốc. Theo sau sự thành công của họ là một làn sóng nghệ sĩ hip hop và R&B thành công như Yoo Seung-jun, Jinusean, Solid, Deux, 1TYM và Drunken Tiger.
Vào năm 1995, nhà sản xuất âm nhạc người Hàn Quốc Lee Soo-man, người được đào tạo ở Hoa Kỳ và tiếp xúc với các xu hướng âm nhạc Hoa Kỳ, đã thành lập công ty giải trí SM Entertainment. Cựu thành viên của Seo Taiji & Boys, Yang Hyun-suk đã thành lập YG Entertainment vào năm 1996 và Park Jin-young đã thành lập JYP Entertainment vào năm 1997.
Sự nổi tiếng của Seo Taiji & Boys trong giới thanh thiếu niên đã chuyển trọng tâm của ngành công nghiệp âm nhạc Hàn Quốc sang nhạc pop lấy thanh thiếu niên làm trung tâm. Các ban nhạc thần tượng gồm các chàng trai hoặc cô gái trẻ được thành lập để phục vụ cho lượng khán giả đang ngày càng tăng ở lứa tuổi thanh thiếu niên. H.O.T. là một trong những nhóm nhạc nam thần tượng đầu tiên, ra mắt vào năm 1996 sau quá trình đào tạo nghiêm ngặt không chỉ bao gồm kỹ năng ca hát và vũ đạo mà còn cả nghi thức, thái độ, ngôn ngữ và khả năng đối phó với giới truyền thông. Bài hát "Candy" do H.O.T. thể hiện đã trình bày một dạng nhạc pop nhẹ nhàng và nhẹ nhàng hơn với những giai điệu lạc quan và vui tươi kèm theo những bước nhảy đầy năng lượng – một công thức được nhiều nhóm nhạc thần tượng tiếp theo áp dụng. Nhóm đã thành công rực rỡ và các fan đã sao chép kiểu tóc và thời trang của nhóm. Các mặt hàng liên kết với nhóm từ kẹo đến nước hoa cũng được bán. Tiếp nối thành công của họ là các nhóm nhạc thần tượng nam và nữ trẻ như Sechs Kies, S.E.S., Fin.K.L, NRG, Baby Vox, Diva, Shinhwa và g.o.d, những nhóm cũng trở nên phổ biến trong thế hệ trẻ.
Vào cuối thập niên 1990, các công ty quản lý tài năng bắt đầu quảng bá các ngôi sao K-pop bằng cách triển khai mô hình kinh doanh thần tượng được sử dụng trong J-pop, nơi các tài năng được lựa chọn và đào tạo để thu hút khán giả toàn cầu thông qua các bài học chính thức hoặc thông qua các chương trình cư trú. Họ được đào tạo thông qua một quá trình sâu rộng và chuyên sâu bao gồm rèn luyện thể chất và ngôn ngữ (một chương trình đôi khi được gọi là lạm dụng) và họ cũng được lựa chọn về chiều cao, trung bình cao hơn nhiều so với các đồng nghiệp Nhật Bản của họ. Về ngoại hình, "K-pop nhấn mạnh vẻ ngoài gầy, cao và nữ tính với biểu cảm khuôn mặt trẻ trung hoặc đôi khi rất dễ thương, bất kể họ là ca sĩ nam hay nữ", theo giáo sư xã hội học Ingyu Oh. Theo thời gian, các nghệ sĩ người Mỹ gốc Hàn đã trở nên thành công nhờ khả năng ngôn ngữ trôi chảy của họ. Những nỗ lực này làm tăng tính thị trường của K-pop đồng thời tăng cường quyền lực mềm của Hàn Quốc, vốn đã trở thành một phần quan trọng trong chính sách chính thức.
Thập niên 1990 đã chứng kiến một phong trào phản động chống lại văn hóa đại chúng chính thống với sự gia tăng của các câu lạc bộ âm nhạc ngầm bất hợp pháp và ban nhạc punk rock chẳng hạn như Crying Nut. Cuộc khủng hoảng tài chính châu Á năm 1997 đã thúc đẩy các nghệ sĩ Hàn Quốc tìm kiếm thị trường mới: H.O.T. phát hành một album tiếng Quan Thoại, và Diva phát hành một album tiếng Anh ở Đài Loan.

### Thế kỷ 21: Sự trỗi dậy của làn sóngHallyu
Sự phổ biến ngày càng tăng của K-pop tạo nên một phần của Hallyu, hoặc Làn sóng Hàn Quốc: sự phổ biến của văn hóa Hàn Quốc ở các quốc gia khác. K-pop ngày càng xuất hiện nhiều trên các bảng xếp hạng phương Tây như Billboard. Sự phát triển của mạng xã hội trực tuyến đã là một công cụ quan trọng cho ngành công nghiệp âm nhạc Hàn Quốc trong việc tiếp cận nhiều khán giả hơn. Như một phần của Làn sóng Hàn Quốc, K-pop đã được chính phủ Hàn Quốc coi là một công cụ để quảng bá quyền lực mềm của Hàn Quốc ra nước ngoài, đặc biệt là đối với giới trẻ nước ngoài. Vào tháng 8 năm 2014, tạp chí tin tức nổi bật The Economist của Anh gọi văn hóa đại chúng Hàn Quốc là "Người dẫn đầu xu hướng hàng đầu châu Á".

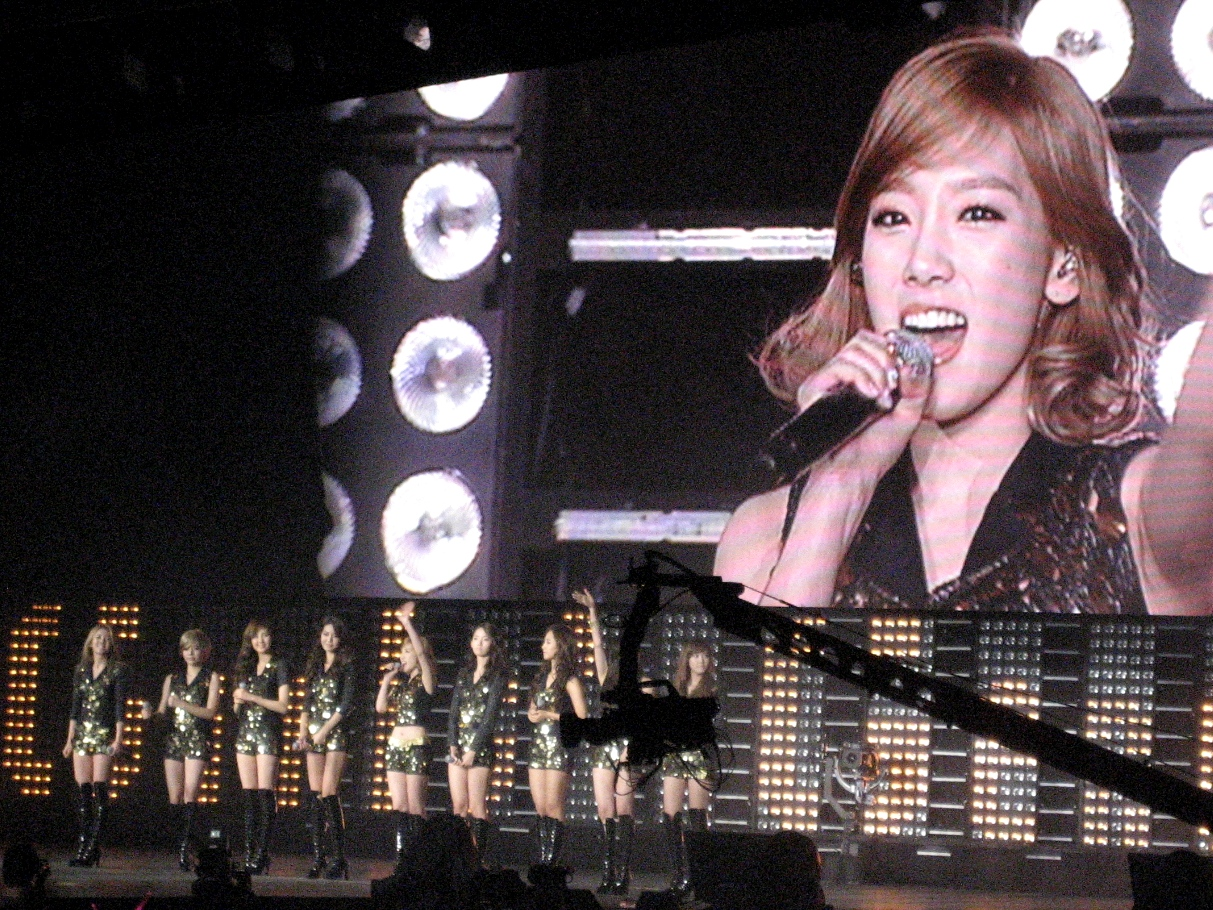
Girls' Generation tại SM Town Live NY vào năm 2011.

Vào đầu thế kỷ 21, thị trường K-pop đã xuống dốc và các nhóm nhạc thần tượng K-pop ban đầu thành công trong thập niên 1990 đang suy giảm. H.O.T. tan rã vào năm 2001, trong khi các nhóm nhạc khác như Sechs Kies, S.E.S., Fin.K.L, Shinhwa và g.o.d lại ngừng hoạt động vào năm 2005. Các nghệ sĩ solo như BoA và Rain phát triển thành công. Tuy nhiên, thành công của nhóm nhạc nam TVXQ sau khi ra mắt vào năm 2003 đánh dấu sự trỗi dậy của các nhóm nhạc thần tượng trong làng giải trí Hàn Quốc và sự phát triển của K-pop như một phần của Hallyu. Sự ra đời của K-pop thế hệ thứ hai được nối tiếp với sự ra mắt thành công của SS501 (2005), Super Junior (2005), Big Bang (2006), Wonder Girls (2007), Girls' Generation (2007), Kara (2007), Shinee (2008), 2NE1 (2009), 4Minute (2009), T-ara (2009), f(x) (2009) và After School (2009).
Vào đầu thế kỷ 21, các thần tượng K-pop bắt đầu nhận được thành công ở những nơi khác ở châu Á: vào năm 2002, đĩa đơn "Coincidence" của Baby Vox đã trở nên phổ biến ở nhiều nước châu Á sau khi nó được phát hành và quảng bá trong World Cup ở Hàn Quốc. BoA trở thành ca sĩ K-pop đầu tiên đạt vị trí số 1 trên bảng xếp hạng âm nhạc Oricon của Nhật Bản, và ngay sau đó, Rain đã có một buổi biểu diễn cháy vé trước 40,000 người hâm mộ tại Bắc Kinh. Vào năm 2003, Baby Vox đứng đầu bảng xếp hạng âm nhạc Trung Quốc với đĩa đơn tiếng Trung "I'm Still Loving You" từ album thứ ba Devotion, là nhóm nhạc thần tượng đầu tiên làm được điều này, tạo ra một lượng fan khổng lồ ở Trung Quốc. Họ cũng đã lọt vào các bảng xếp hạng âm nhạc khác nhau ở Thái Lan. TVXQ đánh dấu sự trỗi dậy của các nhóm nhạc nam K-pop tại Nhật Bản. Vào năm 2008, đĩa đơn "Purple Line" của họ đã đưa TVXQ trở thành nhóm nhạc nam nước ngoài đầu tiên và nghệ sĩ Hàn Quốc thứ hai sau BoA đứng đầu bảng xếp hạng âm nhạc Oricon.
Kể từ giữa thập niên 2000, một phần lớn thị trường âm nhạc Đông Á đã bị thống trị bởi K-pop. Vào năm 2008, xuất khẩu văn hóa của Hàn Quốc (bao gồm cả phim truyền hình và trò chơi máy tính) đã tăng lên 2 tỷ USD, duy trì tốc độ tăng trưởng hàng năm trên 10%. Vào năm đó, Nhật Bản chiếm gần 68% tổng doanh thu xuất khẩu K-pop, trước Trung Quốc (11,2%) và Hoa Kỳ (2,1%). Việc bán vé cho các buổi hòa nhạc được chứng minh là một công việc kinh doanh béo bở; Tohoshinki Live Tour của TVXQ tại Nhật Bản đã bán được hơn 850,000 vé với chi phí trung bình là 109 USD mỗi vé, tạo ra tổng doanh thu 92,6 triệu USD.
Ở những nơi khác trên thế giới, thể loại này đã nhanh chóng phát triển thành công, đặc biệt là sau khi video âm nhạc "Gangnam Style" của Psy trở thành video YouTube đầu tiên đạt 1 tỷ lượt xem, đạt được mức độ phủ sóng rộng rãi trên các phương tiện truyền thông chính thống. Tính đến tháng 12 năm 2020, video đã có 3,9 tỷ lượt xem. Một số nỗ lực thất bại đã được thực hiện bởi các công ty giải trí để thâm nhập vào thị trường nói tiếng Anh, bao gồm BoA, Wonder Girls, Girls' Generation và CL. BTS đã giành được giải thưởng Nghệ sĩ mạng xã hội hàng đầu tại lễ trao giải Billboard Music Awards năm 2017, khiến họ trở thành nhóm nhạc K-pop đầu tiên giành chiến thắng giải BBMA. Sân khấu biểu diễn bài hát "DNA" của họ tại American Music Awards, buổi biểu diễn AMA đầu tiên của một nhóm nhạc K-pop, cũng dẫn đến việc bài hát đạt vị trí số 67 trên Billboard Hot 100. Vào năm sau, BTS trở thành nhóm nhạc K-pop đầu tiên đạt vị trí số 1 trên Billboard 200 với Love Yourself: Tear. Map of the Soul: Persona của BTS sau đó trở thành album bán chạy nhất tại Hàn Quốc, với hơn 3,2 triệu bản tiêu thụ trong vòng chưa đầy 1 tháng. Vào ngày 15 tháng 5 năm 2019, BTS cũng đã khởi động "Summer Concert Series" của Good Morning America với tư cách là người mở màn tại Central Park ở Manhattan. Vào đêm ngày 31 tháng 12 năm 2019, BTS đã biểu diễn tại Quảng trường Thời đại của thành phố New York cho đêm giao thừa năm 2020 trong chương trình Dick Clark's New Year's Rockin' Eve, trước 1 triệu khán giả và hơn 1 tỷ khán giả xem truyền hình.

## Văn hoá
Các nghệ sĩ K-pop thường được gọi là thần tượng hoặc nhóm nhạc thần tượng. Các nhóm nhạc thường có một nhóm trưởng, người này thường là thành viên lớn tuổi nhất hoặc có kinh nghiệm lâu nhất và là người phát biểu thay cho nhóm. Thành viên trẻ nhất trong nhóm được gọi là maknae (막내). Việc sử dụng phổ biến thuật ngữ này ở Nhật Bản bị ảnh hưởng bởi nhóm nhạc nam SS501 khi họ mở rộng hoạt động của mình trong nước vào năm 2007. Bản dịch tiếng Nhật của nó, man'ne (マンネ) thường được dùng để đặt tên cho thành viên nhỏ tuổi nhất của nhóm Kim Hyung-jun để phân biệt anh với trưởng nhóm bằng tên và cách viết tương tự, Kim Hyun-joong.

### Sức hút và cộng đồng người hâm mộ

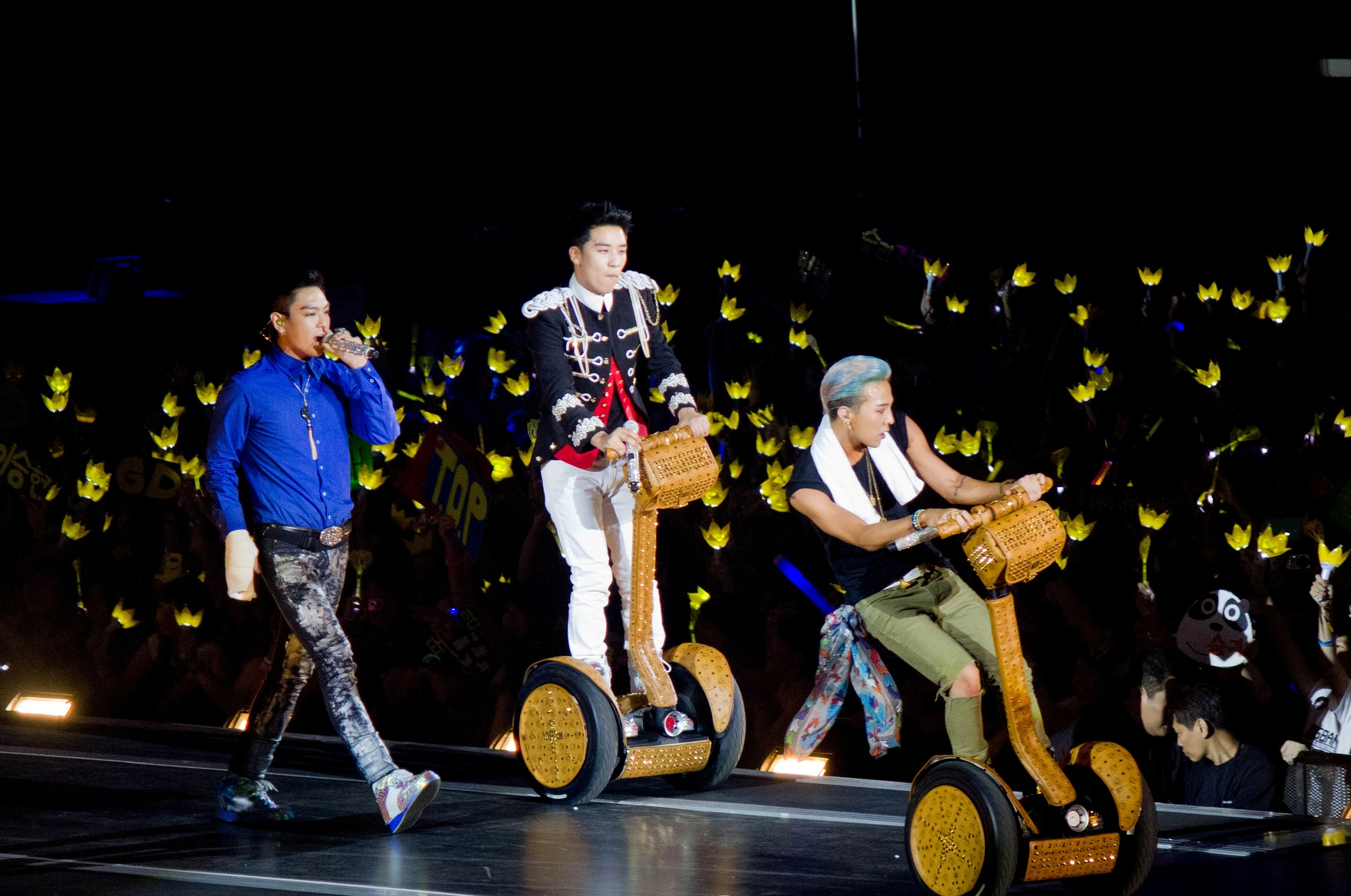
Người hâm mộ (VIP) của Big Bang cầm gậy ánh sáng hình vương miện trong buổi hòa nhạc: đây là biểu tượng của câu lạc bộ người hâm mộ.

Không phải tất cả người hâm mộ K-pop đều là phụ nữ trẻ; vào năm 2018, tạp chí Metro đã phỏng vấn những người hâm mộ K-pop nam ở các quốc tịch khác nhau, họ đã nói về việc theo dõi các nhóm nhạc pop nam và trở thành một phần trong cộng đồng người hâm mộ của họ đã giúp họ hiểu bản thân và khái niệm nam tính hơn như thế nào.
Nhiều người hâm mộ đi du lịch nước ngoài để xem thần tượng của họ trong chuyến lưu diễn, và khách du lịch thường đến Hàn Quốc từ Nhật Bản và Trung Quốc để xem các buổi hòa nhạc K-pop. Một nhóm du lịch K-pop đến từ Nhật Bản với hơn 7,000 người hâm mộ đã bay đến Seoul để gặp gỡ nhóm nhạc nam JYJ vào năm 2012, và trong buổi biểu diễn của JYJ tại Barcelona vào năm 2011, người hâm mộ từ nhiều nơi trên thế giới đã cắm trại qua đêm để được vào cửa. Một cuộc khảo sát năm 2011 do Sở Văn hóa và Thông tin Hàn Quốc thực hiện đã báo cáo rằng có hơn 3 triệu thành viên tích cực của các câu lạc bộ người hâm mộ Hallyu.
Một bài báo của The Wall Street Journal chỉ ra rằng sức mạnh tồn tại trong tương lai của K-pop sẽ được định hình bởi người hâm mộ, những người có các hoạt động trực tuyến đã phát triển thành "doanh nghiệp vi mô". Các nhóm nhạc K-pop thường có các câu lạc bộ người hâm mộ dành riêng với tên tập thể và đôi khi là một màu sắc riêng, mà họ sẽ phát hành hàng hóa. Ví dụ, người hâm mộ của TVXQ được gọi là Cassiopeia, và màu sắc chính thức của họ là màu đỏ ngọc trai. Một số nhóm nổi tiếng hơn đã cá nhân hóa gậy ánh sáng để sử dụng tại các buổi hòa nhạc; ví dụ: người hâm mộ của Big Bang cầm gậy ánh sáng hình vương miện màu vàng.

Vòng hoa gạo cho nhóm nhạc nam Hàn Quốc Exo.

Các câu lạc bộ người hâm mộ đôi khi tham gia các sự kiện từ thiện để ủng hộ thần tượng của họ, mua những vòng hoa gạo để thể hiện sự ủng hộ. Những bao gạo được quyên góp cho những người khó khăn. Theo Time, cho một trong những buổi biểu diễn của Big Bang, 12,7 tấn gạo đã được quyên góp từ 50 câu lạc bộ người hâm mộ trên khắp thế giới. Có những doanh nghiệp ở Hàn Quốc chuyên vận chuyển gạo từ nông dân đến địa điểm. Một cách khác mà các câu lạc bộ người hâm mộ thể hiện sự tận tâm của họ là gửi bữa trưa cho thần tượng trong lịch trình của họ và có những công ty cung cấp dịch vụ ăn uống ở Hàn Quốc dành riêng cho mục đích này.
Một tính năng độc đáo của fandom K-pop là "fan chant". Khi một nhóm nhạc thần tượng phát hành một bài hát mới, những câu hô, thường bao gồm tên của các thành viên trong nhóm, được thực hiện bởi khán giả của buổi hòa nhạc trực tiếp trong những phần nhạc của bài hát.

#### Sự ám ảnh
Một số thần tượng và nhóm nhạc thần tượng đã phải đối mặt với vấn đề từ những người hâm mộ quá khích, những người thích hành vi rình rập hoặc xâm phạm. Những người hâm mộ này được gọi là sasaeng, từ tiếng Hàn có nghĩa là "cuộc sống riêng tư", ám chỉ xu hướng xâm phạm quyền riêng tư của thần tượng và thành viên của các nhóm nhạc thần tượng. Đã có những lời kể về những hành vi quá khích của người hâm mộ khi cố gắng thu hút sự chú ý của thần tượng. Các quan chức Hàn Quốc công nhận đây là một mối quan tâm duy nhất nhưng nghiêm túc.
Một số thần tượng đã phản ứng giận dữ đối với sasaeng fan, vì họ đã nhận được hành vi quá khích; bao gồm các thành viên của JYJ, thành viên Kim Hee-chul của Super Junior và Jang Keun-suk.
Để đối phó với vấn đề này, một luật mới được thông qua vào tháng 2 năm 2016 ở Hàn Quốc cho thấy hình phạt cho hành vi rình rập tăng lên khoảng 17,000 USD và cũng có thể là 2 năm tù.

### Truyền thông xã hội
Các trang web truyền thông xã hội như YouTube, Twitter và Facebook cho phép các nghệ sĩ K-pop tiếp cận khán giả toàn cầu và tương tác dễ dàng với người hâm mộ của họ. Khi doanh thu thị trường âm nhạc trực tuyến toàn cầu tăng 19% từ năm 2009 đến năm 2014 với phương tiện truyền thông xã hội, người tiêu dùng âm nhạc trên khắp thế giới có nhiều khả năng tiếp xúc với K-pop hơn. Các nhóm nhạc thần tượng K-pop được hưởng lợi từ các phương tiện truyền thông xã hội dựa trên video như YouTube vì các yếu tố hình ảnh như vũ đạo và thời trang là những yếu tố thiết yếu trong hoạt động của họ. Số lượng tìm kiếm "K-pop" trên YouTube tăng 33 lần từ năm 2004 đến năm 2014. Thông qua quảng cáo trên mạng xã hội, các công ty giải trí Hàn Quốc đã thu hẹp khoảng cách văn hóa để K-pop có thể thâm nhập thị trường toàn cầu và được người tiêu dùng nước ngoài công nhận. Xuất khẩu của K-pop tăng đáng kể từ 13,9 triệu USD lên 204 triệu USD từ năm 2007 đến 2011. Mạng xã hội cũng thay đổi cách tiêu dùng nhạc K-pop. Trước kỷ nguyên kỹ thuật số, mọi người sẽ mua và tiêu thụ các sản phẩm âm nhạc trên cơ sở cá nhân. Người tiêu dùng hiện nay tích cực tham gia chia sẻ các sản phẩm âm nhạc và quảng cáo các nghệ sĩ họ yêu thích, đây là một lợi thế cho K-pop.

#### YouTube

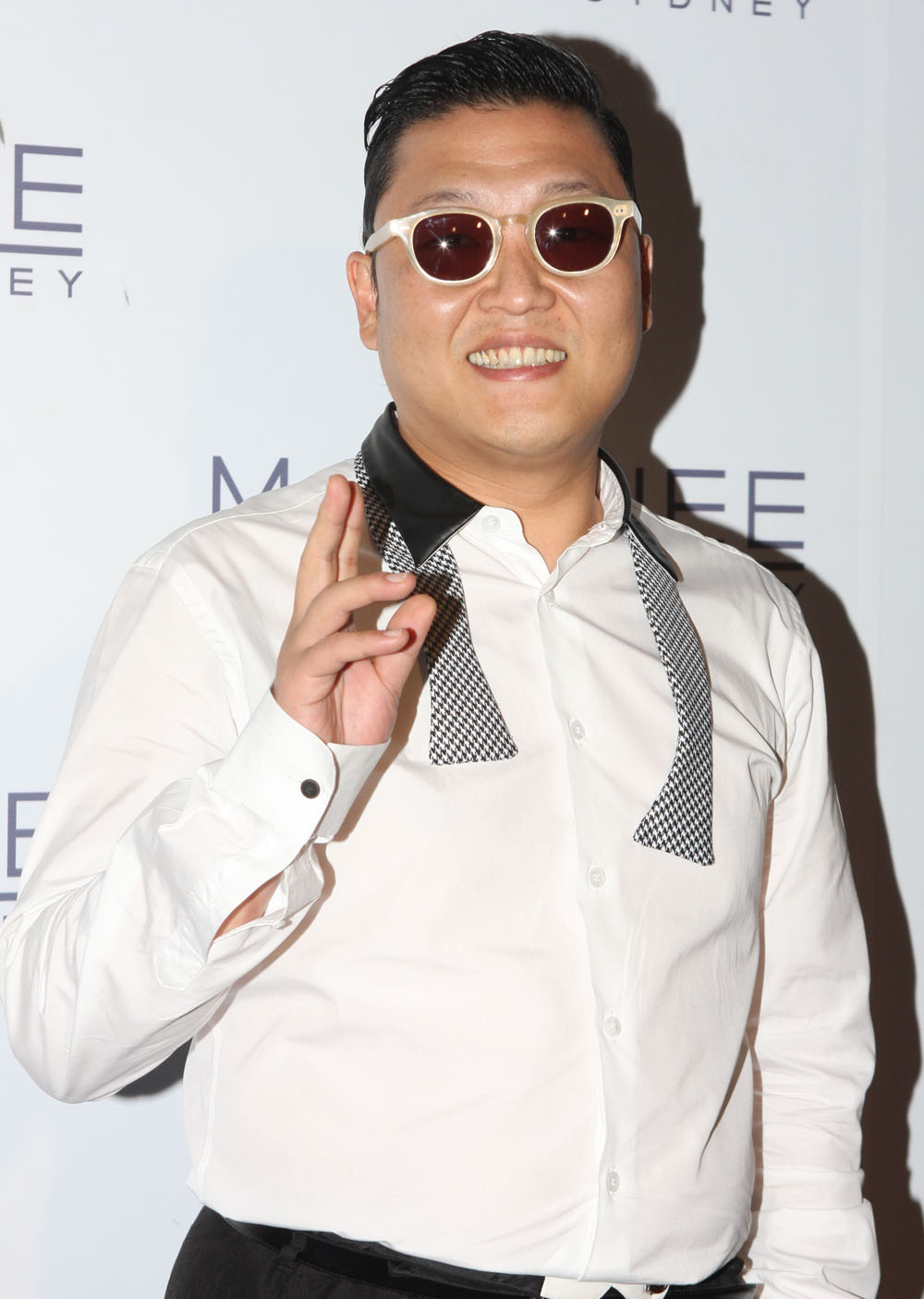
Psy, có video âm nhạc cho "Gangnam Style" vào tháng 12 năm 2012 đã trở thành video đầu tiên đạt hơn 1 tỷ lượt xem trên YouTube.

Kể từ khi ngành công nghiệp K-pop bắt đầu lan rộng ra ngoài Hàn Quốc, các nghệ sĩ K-pop đã lập nhiều kỷ lục đáng chú ý trên YouTube. Trong tổng số 2,28 tỷ lượt xem YouTube K-pop trên toàn thế giới vào năm 2011, 240 triệu đến từ Hoa Kỳ, cao hơn gấp đôi so với con số của năm 2010 (94 triệu). Vào tháng 12 năm 2011, K-pop trở thành thể loại âm nhạc dành riêng cho từng quốc gia đầu tiên có trang chủ trên YouTube. Vào tháng 12 năm 2012, video âm nhạc của Psy cho "Gangnam Style" đã trở thành video YouTube đầu tiên đạt được 1 tỷ lượt xem. Vào năm 2016, video âm nhạc cho "TT" của Twice đã trở thành video đầu tiên của một nữ ca sĩ Hàn Quốc đạt hơn 400 triệu lượt xem trên YouTube. Vào ngày 21 tháng 1 năm 2019, video âm nhạc của nhóm nhạc nữ Blackpink cho "Ddu-Du-Ddu-Du" đã trở thành video âm nhạc của nhóm nhạc K-pop có lượt xem cao nhất trên YouTube. Vào ngày 12 tháng 4 năm 2019, video âm nhạc của BTS cho "Boy with Luv" đã lập kỷ lục cho video âm nhạc trực tuyến được xem nhiều nhất trong 24 giờ đầu tiên, thu về hơn 74 triệu lượt xem.

#### Twitter
Twitter cũng là một nền tảng truyền thông xã hội quan trọng để các ngôi sao K-pop có được kết nối và quảng bá. Bài hát lan truyền "Gangnam Style" đã trở nên phổ biến nhờ những đề cập của những người dùng Twitter nổi bật. Bang Si-hyuk, nhà sản xuất của BTS, cho rằng sự phát triển nhanh chóng của cộng đồng người hâm mộ là nhờ vào các phương tiện truyền thông xã hội như Twitter. Vào ngày 13 tháng 11 năm 2017, BTS đã trở thành nghệ sĩ Hàn Quốc đầu tiên đạt 10 triệu người theo dõi trên Twitter. Vào năm 2017, BTS là nghệ sĩ được tweet về nhiều nhất cả ở Hoa Kỳ và trên toàn cầu. Các nhóm nhạc K-pop khác, chẳng hạn như Seventeen và Monsta X, cũng xuất hiện trong top 10 toàn cầu. EXO, một nhóm nhạc nam Hàn Quốc, là người nổi tiếng gia nhập Twitter vào năm 2017 được theo dõi nhiều nhất. Tại lễ trao giải Billboard Music Awards năm 2017, 2018 và 2019, BTS đã giành được giải thưởng Nghệ sĩ mạng xã hội hàng đầu dựa trên sự bình chọn của người hâm mộ trên Twitter. Theo Sin Chang Seob, CEO của Twitter Hàn Quốc, việc sử dụng Twitter của các nghệ sĩ K-pop đã làm tăng mức độ phổ biến của Twitter đối với người dân Hàn Quốc.

#### Facebook
Nhiều công ty giải trí Hàn Quốc sử dụng các nền tảng truyền thông xã hội, đặc biệt là Facebook, để quảng bá và phát động các buổi thử giọng toàn cầu của họ. Các nhóm nhạc K-pop sử dụng các trang Facebook để quảng bá âm nhạc và các nội dung khác của họ tới số lượng lớn người hâm mộ. Người hâm mộ K-pop sử dụng Facebook để bày tỏ sự tận tâm của họ, giao tiếp với các thành viên khác của cộng đồng K-pop và tiêu thụ nội dung K-pop.

## Nhạc Hàn lời Việt

### Những năm 1980 - 2000
Làn sóng Hàn Quốc lan tỏa ra khắp châu Á từ đầu thế kỷ 21, bắt đầu với những bộ phim truyền hình tâm lý tình cảm dành cho các bà nội trợ trung niên, đã ảnh hưởng mạnh mẽ đến nền giải trí Việt Nam. Nhiều ca sĩ V-pop lúc bấy giờ đã hát lại hoặc phối lại nhạc Hàn bằng tiếng Việt, trong đó có cả những ca khúc nhạc phim đình đám:
| STT | Tên bài hát gốc (Hangul+romaja)                                               | Tên tiếng Anh               | Nghệ sĩ thể hiện                           | Năm phát hành | Tên bài hát phiên bản Việt Nam |
| --- | ----------------------------------------------------------------------------- | --------------------------- | ------------------------------------------ | ------------- | --- |
| 1   | 사랑 (Sarang)                                                                 | Love Song                   | Jang Dong Gun                              | 1998          | Bài Ca Tình Yêu - Lam Trường |
| 2   | Don't Go Baby                                                                 |                             | Ahn Jae-wook                               | 1998          | Don't Go Baby - Bằng Kiều |
| 3   | Run To You                                                                    |                             | DJ Doc                                     | 2000          | Khóc Cho Yêu Thương - Thanh Thảo |
| 4   | 사랑해 (Saranghae)                                                            | I Love You                  | Jewelry                                    | 2002          | Em Thích Anh - H.A.T |
| 5   | 처음부터 지금까지 (Cheoeumbuteo Jigeumkkaji) (nhạc phim Bản tình ca mùa đông) | From the Beginning Till Now | Park Yong-ha                               | 2002          | Bản Tình Ca Mùa Đông - Tuấn Hưng |
| 6   | 달아달아 (Dara Dara)                                                          | Run Away                    | Lee Jung-hyun                              | 2002          | Bí Ẩn Vầng Trăng - Ngô Thanh Vân |
| 7   | Honey                                                                         |                             | Park Jin-young                             | 1998          | Đừng Lừa Dối - Lam Trường |
| 8   | No.1                                                                          |                             | BoA                                        | 2002          | Tình Yêu Mãi Xanh - Nhóm Mây Trắng |
| 9   | The Best                                                                      |                             | Kim Yoo-jin (Eugene)                       | 2003          | Bến Bờ Xanh - Nhóm The Bells |
| 10  | 10 Minutes                                                                    |                             | Lee Hyori                                  | 2003          | Baby Xin Anh Đừng Quay Gót - Bảo Thy |
| 11  | Y (Please Tell Me Why)                                                        |                             | Free Style                                 | 2004          | Please Tell Me Why - Bảo Thy, Vương Khang |
| 12  | 보고 싶다 (Bogo Shipta) (nhạc phim Nấc thang lên thiên đường)                 | I Miss You                  | Kim Bum-soo                                | 2004          | Nấc Thang Lên Thiên Đường - Bằng Kiều |
| 13  | Never Say Goodbye (nhạc phim Cô em họ bất đắc dĩ)                             |                             | Park So-bin, Mario, Song Bo-ram, Go Eun-ju | 2005          | Never Say Goodbye - Thanh Thảo, Lil' Knight |
| 14  | 끝사랑 (Kkeut Sarang)                                                         | Last Love                   | Kim Bum-soo                                | 2005          | Tình Cuối - Khánh Du |
| 15  | 너 (Nuh)                                                                      | You                         | Lee Jung-hyun                              | 2000          | Khúc Xuân Tình - Bảo Hân |
| 16  | 다소 (Daso)                                                                   |                             | MayBee                                     | 2006          | Em Vẫn Tin - Hồ Lệ Thu |
| 17  | Always                                                                        |                             | Turbo                                      | 1997          | - Chén Tình Buồn - Anh Tú, Debbie Pope - Tình Đầu Khó Quên - Minh Tuyết - Tình Cay Đắng - Johnny Dũng - Tưởng Đã Phôi Pha - Jimmii Nguyễn - Dấu Yêu Xa Rồi - Hạ Vy, Vina Uyển My - Mơ Trong Giấc Mộng - D&D - Yêu Anh Đến Thế - Nguyễn Đức & Tú Linh |
| 18  | 영원히 (Yeong Wonhi) (nhạc phim Ước mơ vươn tới một ngôi sao)                 | Forever                     | Ahn Jae-wook                               | 1997          | - Mãi Mãi - Lam Trường - Mãi Yêu Em - Bằng Kiều - Anh Mãi Yêu Em - Bằng Kiều |
| 19  | 너를 사랑하고도 (Neoleul Salanghagodo)                                        | Even If I Love You          | Jeon Yoo-na                                | 1991          | - Từ Khi Có Nhau - La Sương Sương - Phút Ban Đầu - Lưu Bích |
| 20  | 나 같은건 없는 건가요 (Na Gateungeon Eopsneun Geongayo)                       | Don't Go Away               | Chu Ga-yeoul                               | 2002          | - Chỉ Là Giấc Mơ Qua - Lưu Bích - Khúc Vĩ Cầm Xưa - Don Hồ |
| 21  | 희나리 (Heenari)                                                              |                             | Koo Chang-mo                               | 1985          | Xa Em Kỷ Niệm - Nini |
| 22  | 주어진 시간 끝에서 (Jueojin Sigan Kkeuteseo)                                  |                             | Yurisangja                                 | 1997          | Chốn Xưa - Anh Tú |
| 23  | 토요일은밤이좋아 (Toyoireunbamijoa)                                           | Like A Night On Saturday    | Kim Jong-chan                              | 1988          | Con Tim Yêu Đời - Don Hồ |
| 24  | 왜불러 (Wae Bulleo)                                                           | Why Do You Call             | Diva                                       | 1998          | - Đường Chiều Rộn Vui - Hạ Vy - Đừng Phá Vỡ Ân Tình - Minh Tuyết, Johnny Dũng - Tiếng Chuông Đêm - Phương Thanh - Breaking The Rule - Don Hồ |
| 25  | 너를 사랑해 (Noreul Saranghae)                                                | I Love You                  | Han Dong-joon                              | 1993          | Người Tình Ơi Đừng Xa - Minh Tuyết |
| 26  | Moon & Sunrise                                                                |                             | BoA                                        | 2003          | Chuyện Tình Lá Gió - Vân Navy |
| 27  | 가져가 (Gajyeoga)                                                             | Take It Away                | Hong Kyung-min                             | 2001          | Men Say Tình Ái - Lê Tâm, Jacqueline Thụy Trâm |
| 28  | 굿바이 (Gutbai)                                                               | Goodbye                     | J.ae                                       | 1998          | Goodbye Mê Say - Hoàng Châu |
| 29  | 와 (Wa)                                                                       |                             | Lee Jung-hyun                              | 1999          | - Trái Cấm Tình Yêu - Minh Tuyết, Johnny Dũng - Bài Ca Yêu Đời - Cẩm Ly - Don't Forsake My Heart - Henry Chúc, Tommy Ngô - Xin Đừng Xa Anh - Minh Thuận - Xin Đừng Xa Anh 2 - Nhật Hào - Tình Buồn Trên Môi - Hoàng Châu                             |
| 30  | 흩어진 나날들 (Heuteojin Nanaldeul)                                           | Scattered Days              | Kang Susie                                 | 1991          | - Tiếng Đàn Phù Du - Quang Vinh - Thà Một Mình Đơn Côi (Thôi Đành Chia Tay) - Lý Hải - Có Tiếc Nhớ - Lam Trường |
| 31  | 너에게로 또다시 (Neoegero Ttodasi)                                            |                             | Byun Jin-sub                               | 1989          | Nỗi Đau Một Thời - Don Hồ |
| 32  | 가사 첨부 (Gasa jeombu/Let me be the one)                                     |                             | Swi.T (스위티(Swi.T))                      | 1991          | Hãy cho em ngày mai - nhóm The Bells |
| 33  | 아낌없이 주는 나무 (Akkim-eobs-i juneun namu)                                 |                             | Moon Hee-joon                              | 2002          | Niềm thương nhớ - Triệu Hoàng |

### Từ 2008 - nay
Từ khoảng năm 2008 trở đi với những bản hit K-pop như "Nobody" (Wonder Girls), "Haru Haru" (Big Bang) hay "Mirotic" (TVXQ), và đặc biệt là từ khi bộ phim truyền hình thần tượng "Boys Over Flowers" lên sóng vào năm 2009 đã tạo nên cơn sốt hâm mộ cuồng nhiệt trên toàn châu Á, giúp cho làn sóng Hàn Quốc hồi sinh theo hướng trẻ trung hóa, năng động hóa. Cũng từ năm 2009 là sự bùng nổ của dòng nhạc K-pop và sự ra đời của hàng loạt nhóm nhạc thần tượng Hàn Quốc mới. Nhiều ca khúc đình đám đã được hát lại hay phối lại bằng tiếng Việt như:
| STT | Tên bài hát gốc (romaja)                                                                          | Tên tiếng Anh                           | Nghệ sĩ thể hiện       | Năm phát hành | Tên bài hát phiên bản Việt Nam                                                                           |
| --- | ------------------------------------------------------------------------------------------------- | --------------------------------------- | ---------------------- | ------------- | --- |
| 1   | Haru Haru                                                                                         | Day by Day                              | Big Bang               | 2008          | Không Quan Trọng (2024) - Vụ Nổ Lớn (MCK ft. Orijinn, Tage, JustaTee, Trung Trần)                        |
| 2   | Missing You                                                                                       |                                         | F.T. Island            | 2009          | Anh Nhớ Em - Thái Triệu Luân                                                                             |
| 3   | Sorry, Sorry                                                                                      |                                         | Super Junior           | 2009          | Cơ Hội Yêu - Kio Band                                                                                    |
| 4   | 내 머리가 나빠서 (Nae Meoliga Nappaseo) - Nhạc phim Boys Over Flowers                             | Because I'm Stupid                      | SS501                  | 2009          | - Vì tôi là chàng ngốc - Minh Quân - Chàng Khờ Đáng Yêu - Khánh Phương - Mất Em (2009) - Noo Phước Thịnh |
| 5   | Stand By Me - Nhạc phim Boys Over Flowers                                                         |                                         | Shinee                 | 2009          | Gần Bên Anh - Noo Phước Thịnh                                                                            |
| 6   | Nobody                                                                                            |                                         | Wonder Girls           | 2009          | - Nobody - nhóm Mây Trắng - Không Yêu Lần Nữa - Vĩnh Thuyên Kim - Rắc Rối Tình Yêu - Vũ Hà               |
| 7   | So Hot                                                                                            | So Hot                                  | Wonder Girls           | 2009          | Khóc Khi Người Đi - nhóm Mây Trắng                                                                       |
| 8   | 바래 (Ba Rae)                                                                                     | I Hope                                  | FT Island              | 2010          | Nguyện Ước - Khánh Phương                                                                                |
| 9   | Fiction                                                                                           |                                         | Beast                  | 2011          | - Thả Gió - Lil'S - Thả Gió - Như Hexi                                                                   |
| 10  | 라라라 (La La La)                                                                                 | La La La                                | Suki (숙희)            | 2012          | Ngày Hạnh Phúc - Bằng Cường                                                                              |
| 11  | 죽을만큼 아파서 (Jukeulmangeum Appaseo)                                                           | Sick Enough To Die                      | MC Mong feat. Mellow   | 2012          | - Điều Buồn Tênh - Quang Vinh - Vệt Nắng - Lân Nhã - Buồn Không Thể Buông - Phí Phương Anh, RIN9, MiiNa  |
| 12  | 배드 걸스 (Baedu geolseu)                                                                         | Bad Girls                               | Lee Hyori              | 2013          | Leave Me Alone - Bảo Anh, Đông Nhi                                                                       |
| 13  | Give Love                                                                                         |                                         | AKMU                   | 2014          | Màu Mắt Em - Jack                                                                                        |
| 14  | 환청 (Hwan cheong) (Nhạc phim Kill Me, Heal Me)                                                   | Auditory Hallucination                  | Jang Jae-in ft Na Show | 2011          | Trách Ai Bây Giờ? - Đông Nhi                                                                             |
| 15  | Aha                                                                                               |                                         | Kara                   | 2010          | Hey Boy - Khởi My                                                                                        |
| 16  | Western Sky                                                                                       |                                         | Lee Seung Chul         | 2012          | Khoảng Trời Không Có Em - Tăng Phúc                                                                      |
| 17  | Crayon                                                                                            |                                         | G-Dragon               | 2013          | Light It Up - Tronie Ngô                                                                                 |
| 18  | 헤어지지 못하는 여자, 떠나가지 못하는 남자 (Heeojiji moshaneun yeoja, tteonagaji moshaneun namja) | Can't Breakup Girl, Can't Breakaway Boy | Leessang, Jung In      | 2011          | Không thể quên - Tronie Ngô                                                                              |
| 19  | Bang Bang Bang                                                                                    |                                         | Big Bang               | 2015          | Get Down - Isaac                                                                                         |
| 20  | Flower                                                                                            |                                         | Jisoo                  | 2023          | lời Việt Bạch Ân Khoa                                                                                    |